# Mẫu thần

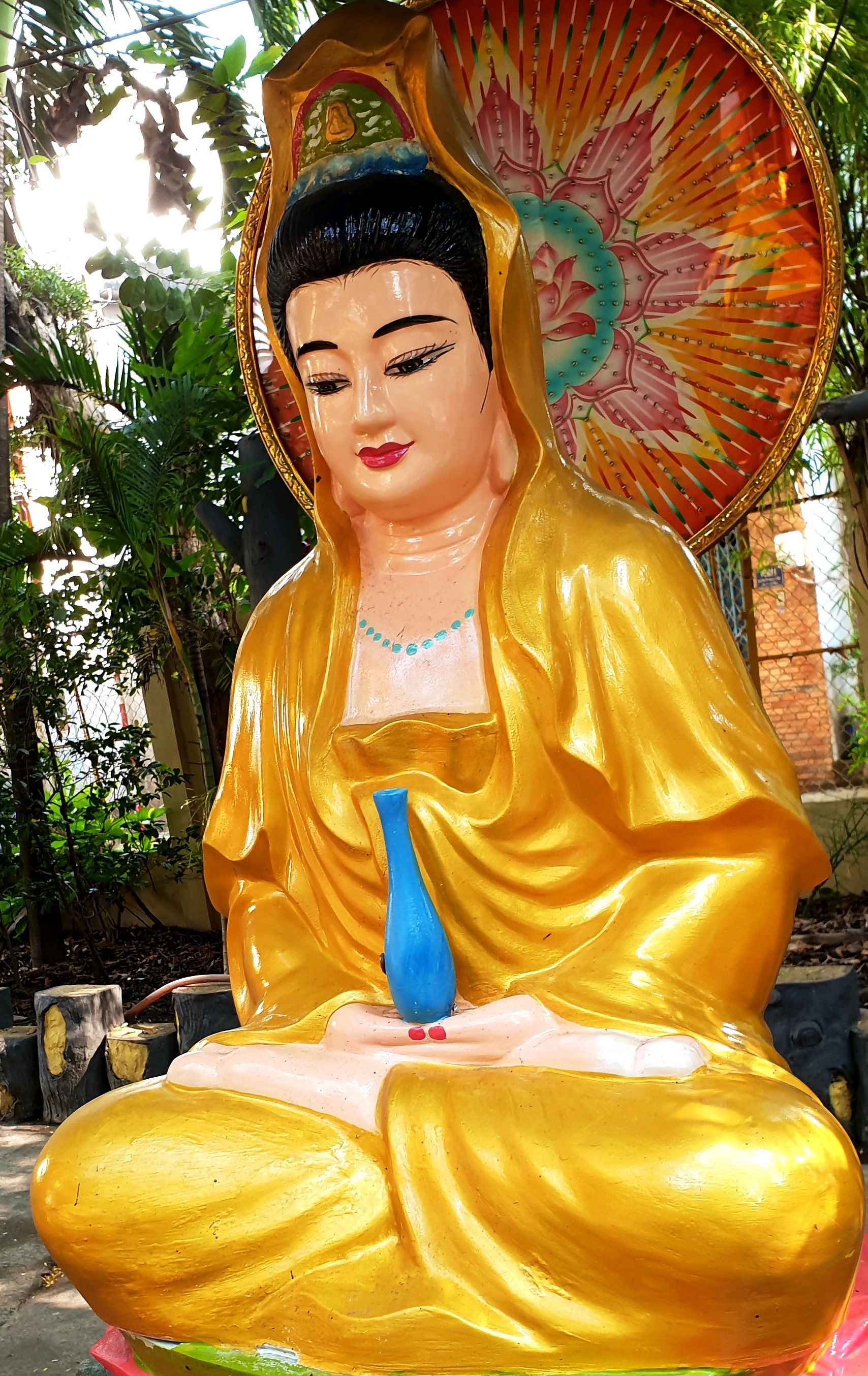
Tượng Quan Âm, là một vị Bồ tát trong Phật giáo, Quan Âm đã được mẫu hóa thành hình tượng Mẹ Quan Âm được thờ trong các ngôi miếu

Mẫu thần (Mother goddess/Nữ thần mẹ) là một nữ thần được nhân cách hóa từ hình tượng của một bà mẹ với các khía cạnh tình mẫu tử, mẫu hệ, khả năng sinh đẻ, sự sáng tạo sinh sôi ra loài người, sự hủy diệt hoặc hiện thân của sự ân sủng, phước lành được mẹ thiên nhiên, mẹ trái đất ban cho con người. Mẫu thần hiện diện trong tín ngưỡng dân gian, tôn giáo, thần thoại, truyền thuyết văn hóa gắn với chế độ mẫu hệ trong lịch sử loài người.

## Hiện diện

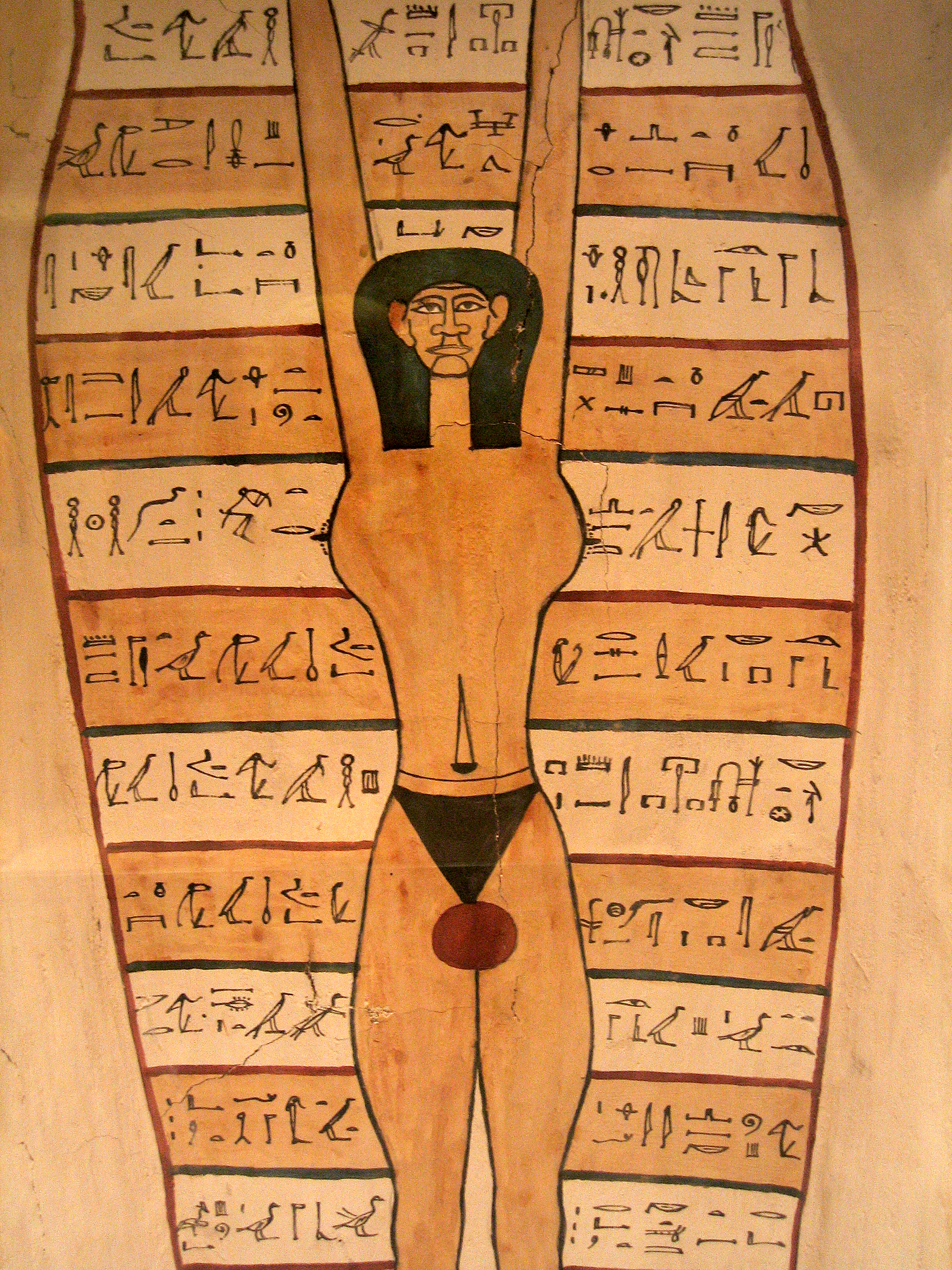
Nữ thần mẹ Nut của Ai Cập

Dấu tích của một vị Nữ thần mẹ đã được James Mellaart khám phá từ một loạt cuộc khai quật tại Çatalhöyük, phía bắc của dãy núi Taurus trong một vùng nông nghiệp màu mỡ Nam Anatolia trong giai đoạn năm 1961 đến 1965 đã phát hiện rất nhiều bức tượng mà Mellaart cho rằng tượng trưng cho một nữ thần Vĩ đại của một nền văn hóa mẫu hệ, vị nữ thần này ngồi bên cạnh hai con sư tử cái, được tìm thấy trong một thùng đựng ngũ cốc cho thấy sự bảo hộ mùa màng và ngũ cốc vốn là nguồn sống của con người và vật nuôi. Ngoài ra còn có một số lượng lớn các bức tượng nhỏ không có giới tính, mà Mellaart coi là điển hình cho một xã hội do phụ nữ thống trị đó là nhấn mạnh vào tình dục trong nghệ thuật luôn gắn liền với sự thôi thúc và ham muốn của nam giới. Nhà khảo cổ học Marija Gimbutas ủng hộ quan điểm cho rằng có thể có chế độ mẫu hệ và sùng bái nữ thần mẹ đã làm phát sinh tín ngưỡng thờ Mẫu hiện đại với các cuộc hành hương hàng năm được tổ chức tại Çatalhöyük.
Tại Việt Nam, tín ngưỡng thờ Mẫu Việt Nam khá phổ biến ở cả miền Bắc, miền Trung, miền Nam và có nguồn gốc lịch sử và xã hội sâu xa Tín ngưỡng thờ Mẫu Việt Nam là một tín ngưỡng bản địa cùng với những ảnh hưởng ngoại lai từ đạo giáo, tín ngưỡng lấy việc tôn thờ Mẫu (Mẹ) làm thần tượng với các quyền năng sinh sôi, bảo trợ và che chở cho con người. Tín ngưỡng mà ở đó đã được giới tính hoá mang khuôn hình của người Mẹ, là nơi mà ở đó người phụ nữ Việt Nam đã gửi gắm những ước vọng giải thoát của mình khỏi những thành kiến, ràng buộc của xã hội Nho giáo phong kiến.. Những vị nữ thần với vai trò của Thánh mẫu có thể kể đến như là Mẫu Âu Cơ, Liễu Hạnh, Mẫu Thượng Ngàn, Mẫu Thoải, Cô Đôi Thượng Ngàn, Thiên Y A Na (Po Nagar), Bà Ngũ Hành (Ngũ Hành nương nương), Tứ vị Thánh nương, Bà Thủy Long, Bà Chúa Động, Bà Tổ Cô và những Mẫu thần được thờ phụng như Bà Chúa Xứ, Bà Đen, Bà Chúa Ngọc, đồng thời còn kết hợp với tín ngưỡng của người Hoa như thờ Bà Thiên Hậu, Tây Vương Mẫu, Diêu Trì địa mẫu, kết hợp với Phật giáo gọi là Phật Mẫu như Phật Mẫu Chuẩn Đề, Phật Mẫu Man Nương, Phật Bà Quan Âm (mẹ Quan Âm).
Trong thần thoại Ai Cập, nữ thần bầu trời Nut đôi khi được gọi là "Mẹ" vì bà mang các vì sao và thần Mặt trời, bà sẽ đưa người chết vào bầu trời đầy sao để tái sinh bằng thức ăn và rượu. Đôi khi, các bức tượng nhỏ của Venus thời đồ đá cũ được giải thích là mô tả của một Nữ thần Trái đất tương tự như Gaia. Trong đạo Baha'i Faith, thì các Baha'u'llah sử dụng Mẹ như một thuộc tính của Đức Chúa Trời. Trong Phong trào Thánh hữu Ngày sau (Latter Day Saint) có nhiều tín đồ tin vào Mẹ Thiên Thượng (Heavenly Mother) là vợ của Đức Chúa Trời Cha dù niềm tin này còn khác biệt tùy theo giáo phái.

## Tham khảo

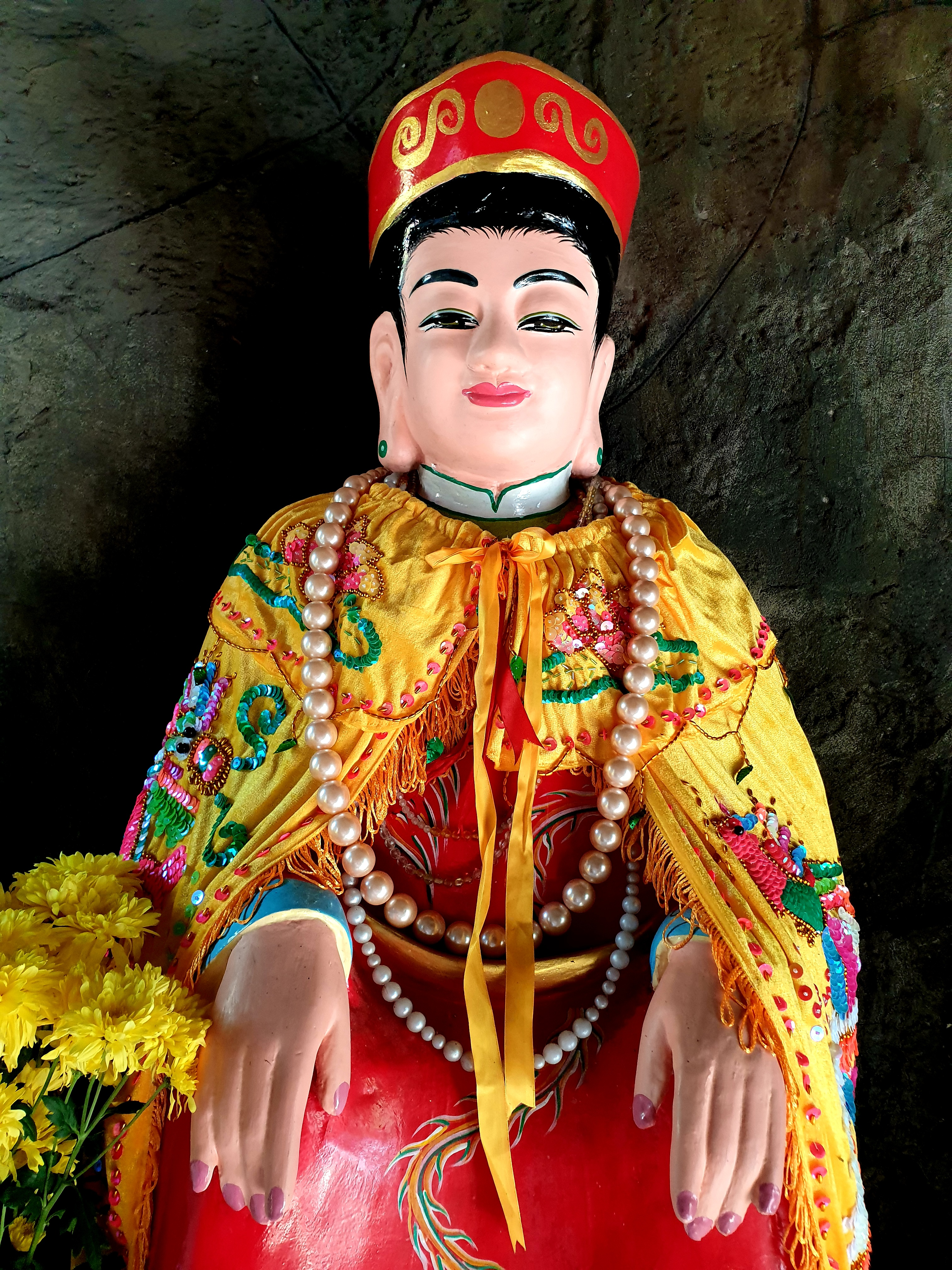
Bà chúa địa mẫu ở chùa Long Thạnh